# Mr. Iglesias
Mr. Iglesias er en amerikansk komedie-tv-serie, der havde premiere på Netflix den 21. juni 2019. Serien har Gabriel Iglesias i hovedrollen. Gabriel Iglesias er samtidig producer sammen med Kevin Hench, Joe Meloche og Ron DeBlasio. I august 2019 blev serien fornyet med en anden sæson, der havde premiere den 17. juni 2020.